# مع ذلك (مسلسل)
مع ذلك (بالكورية: 알고있지만)؛ هو مسلسل كوري جنوبي رومانسي من بطولة هان سو هي. المسلسل مبني على ويبتونز تحمل نفس الاسم، تم عرضه على قناة جاي تي بي سي في الفترة بين 19 يونيو حتى 21 أغسطس 2021. تم إصدار كل حلقة على شبكة نتفليكس في كوريا الجنوبية ودولياً بعد بثه التلفزيوني.

## روابط خارجية
مع ذلك على موقع IMDb (الإنجليزية)
- مع ذلك على موقع روتن توميتوز (الإنجليزية)
- مع ذلك على موقع نتفليكس (الإنجليزية)
- مع ذلك على موقع كينوبويسك (الروسية)
- مع ذلك على موقع قاعدة بيانات الفيلم (الإنجليزية)